# Liste der Naturdenkmale in Eulenbis
Die Liste der Naturdenkmale in Eulenbis nennt die im Gemeindegebiet von Eulenbis ausgewiesenen Naturdenkmale (Stand 2. April 2013).

## Naturdenkmale
| Nr.         | Bezeichnung            | Lage                               | Beschreibung    | Bild            |
| ----------- | ---------------------- | ---------------------------------- | --------------- | --------------- |
| ND-7335-288 | Rotbuche im Finstertal | südlich des Ortes an der K 20 Lage | Fagus sylvatica | Fotos hochladen |